# کلانی (کازرون)
کلانی (کازرون)، روستایی از توابع بخش کوهمره شهرستان کازرون در استان فارس ایران است. مردم این روستا لر هستند و با گویش لُری کلانی که یک گویش خاص و کم‌نظیر است سخن می‌گویند.

## جمعیت
این روستا در دهستان دشت برم قرار دارد و براساس سرشماری مرکز آمار ایران در سال ۱۳۸۵، جمعیت آن ۲٫۲۵۳ نفر (۳۶۸خانوار) بوده است.